# 目標百貨
塔吉特百货公司（英語：Target Corporation），又译目标百货，总部在美国明尼苏达州明尼阿波利斯，是美国僅次於沃尔玛的第二大折扣零售百貨集團，是美国第七大零售商（2021年）。在2010年财富500强企业排33，亦是标准普尔500指数成份股。

## 歷史

### 早期歷史
1893年經濟大恐慌期間，明尼阿波利斯市中心的威斯敏斯特長老會教堂被烧毁了。由於没有保险以弥补经济损失，信徒們发现自己无法進行重建。教会呼吁教区牧师乔治·代顿(George Dayton)在其所拥有的原始教堂附近购买一个空的角落; 从出售的房产筹集资金允许教会進行重建，以及代顿在他新购买的财产建造一个六层楼。
塔吉特公司在1902年建立，当时的名字是戴顿干货公司（Dayton Dry Goods Company）。
第一家塔吉特商场于1962开在罗斯维尔。后来成为戴顿赫德森（Dayton Hudson Corporation）最大的子公司。

### 改為現名
在2000年8月正式更名为Target Corporation。
2011年6月13日，塔吉特宣布投资加拿大市场，并准备通过租用赛乐（Zellers，加拿大连锁商场）的场地在2013年开设100到150间零售商场。
2013年年底的假日购物季中，计算机黑客窃取了大约4000万名在商场购物人士的信用卡和借记卡信息，2014年1月塔吉特百货公开表示大约还有7000万名顾客的电话号码、电子邮件等信息也被窃取。塔吉特百货开始安装可支持更安全的芯片借记卡和信用卡的支付终端，并将在2015年重新发行万事达CHIP AND PIN联名卡。

### 現況
2014年5月5日，其首席执行官Gregg Steinhafel辞职，该公司任命首席财务官John Mulligan临时接替Steinhafel的职位，并已开始招募新CEO。

## 赞助

### 冠名权
自1990年首次开放以来，塔吉特百货拥有NBA明尼苏达森林狼、WNBA明尼苏达山猫主场——标靶中心（Target Center）的命名权；还拥有MLB明尼苏达双城球场——标靶球场（Target Field）的命名权。

## 外部連結
- 官方网站  零售網站
  - Target Corporation （页面存档备份，存于） 企業網站
  - The Associated Merchandising Corporation （页面存档备份，存于）
- Growth of Target, 1962–2008 （页面存档备份，存于）
- Target Canada website （页面存档备份，存于）